# John D’Leo
John D’Leo (* 8. Juli 1995 in Monmouth County, New Jersey) ist ein US-amerikanischer Schauspieler.
D’Leo wurde in Monmouth County, New Jersey als Sohn von Ginna und Chuck Dileo geboren. Er ist irischer und italienischer Abstammung. Er startete seine Schauspielkarriere als Kinderdarsteller und als Darsteller in Werbespots. D’Leo wurde bekannt für seine Hauptrolle des Warren Blake in dem Film Malavita – The Family aus dem Jahr 2013. Daneben war er in Filme wie Gesetz der Straße – Brooklyn’s Finest (2009), Cop Out – Geladen und entsichert (2010), Wanderlust – Der Trip ihres Lebens (2012) und Unbroken (2014) zu sehen.

## Filmografie
- 2008: The Wrestler – Ruhm, Liebe, Schmerz
- 2009: Gesetz der Straße – Brooklyn’s Finest
- 2010: Cop Out – Geladen und entsichert
- 2011: Dirty Movie
- 2012: Wanderlust – Der Trip ihres Lebens
- 2012: Murt Ramirez Wants to Kick My Ass
- 2013: Malavita – The Family
- 2014: Unbroken
- 2015: Jack of the Red Hearts
- 2016: Charlie Keats
- 2017: Lost Cat Corona
- 2018: The Crossing (Fernsehserie)